# سيم جاي-وون
سيم جاي-وون (الكورية: 심재원) هو لاعب كرة قدم كوري جنوبي في مركز ظهير ‏، ولد في 11 مارس 1977 في دايجون في كوريا الجنوبية. شارك مع منتخب كوريا الجنوبية تحت 20 سنة لكرة القدم ومنتخب كوريا الجنوبية تحت 23 سنة لكرة القدم ومنتخب كوريا الجنوبية لكرة القدم. أما مع النوادي، فقد لعب مع آينتراخت فرانكفورت ونادي بوسان أي بارك ونادي غوانغجو آر أند إف.

## وصلات خارجية
- سيم جاي-وون على موقع الاتحاد الدولي (مؤرشف)  (الإنجليزية)
- سيم جاي-وون على موقع دوري كوريا الجنوبية (الإنجليزية)
- سيم جاي-وون على موقع قاعدة بيانات كرة القدم.إي يو (الإنجليزية)
- سيم جاي-وون على موقع ناشيونال فوتبول تيمز (الإنجليزية)
- سيم جاي-وون على موقع عالم كرة القدم.نت (الإنجليزية)
- سيم جاي-وون على موقع أوليمبيديا (الإنجليزية)